# موغا الفتاة المعاصرة

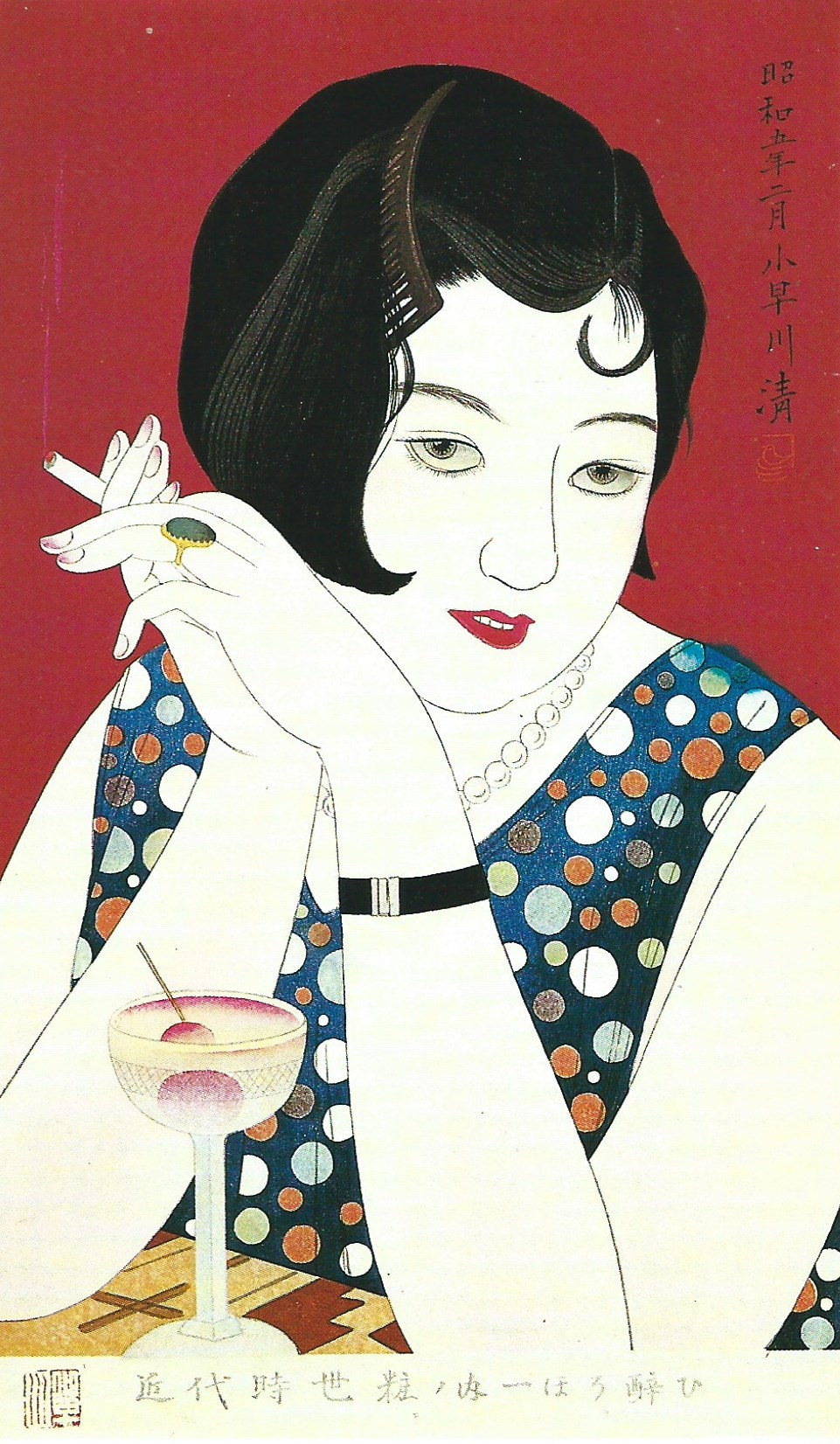
نقش خشبي لـ "Modan Gāru" (كوباياكاوا كيوشي ، 1930).

الفتاة المعاصرة أو موغا هي رمز من رموز فترة 1920 في اليابان. هذه المرأة الجديدة باطلالتها المتحررة بآخر صيحات الموضة العالمية معارِضة معارَضة تامة وواضحة  لنموذج المرأة اليابانية التقليدية، ومتحدية كل التقاليد اليابانية في الملبس والمعاملة والاختلاط. ورغم هذا فإنها لا تجد حرجا في التحول من «موغا» إلى مرأة يابانية عادية ترتدي الكيمونو في المناسبات الرسمية والأعياد والمهرجانات.

## أصل التسمية
في عام 1853، أجبر الأسطول الأمريكي بقيادة القائد ماثيو بيري اليابان على فتح حدوده أمام الغرب. كانت هذه هي نهاية الساكوكو (鎖 国)؛ فترة العزلة الوطنية التي استمرت من عام 1641 إلى عام 1853. وبدءا من هذا اليوم، أصبحت اليابان تنفتح على الثقافات القادمة من الغرب شيئا فشيئا، ما نتج عنه ثراء في اللغة اليابانية بالمفردات الإنجليزية أو ما يسمى بالغايرايغو (外来語)، ولفظة موغا (モガ) هي اختصار لكلمة مودان غارو モダンガール (بالإنجليزية: Modern girl)‏.
أدخل الكاتب جونيتشيرو تانيزاكي (1886-1965)، الذي تأثرت أعماله بشدة بفترة انفتاح اليابان على العالم الخرجي، هذا المصطلح في روايته التي نُشرت في عام 1924 (Chijin no ai) (痴人の愛) (بالإنجليزية: A fool’s love)‏، وأعطى فيها الصورة النموذجية لامرأة شابة متحررة اسمها ناوومي.

## التاريخ

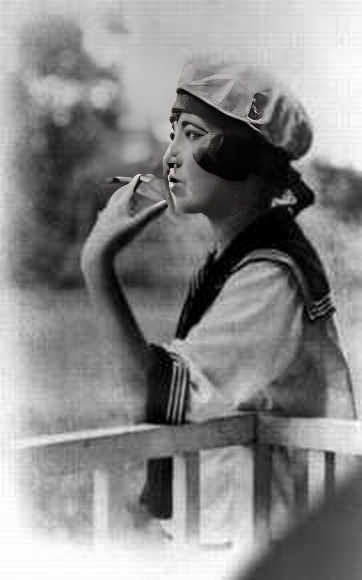
"موغا" في ملابس بحار.

تبدأ حقبة الموغا من سنة 1923 بعد سنوات قليلة من الزلزال الذي ضرب اليابان وخرب منطقة الكانتو تماما. في تلك الفترة كان الغرب متأثرا بحركات عصرية شتى، أثناء محاولته التعافي من ويلات الحرب العالمية الأولى (1914-1917)، التي خلالها كانت النساء مسؤولات عن عمل الرجال الذين ذهب جلهم إلى أرض المعركة، وبعد الحرب بقت النساء تعملن وحاربن من أجل مساواتهن في الحقوق والأجور مع الرجال، ما نتج عنه حركات وجمعيات تدافع عن حقوقهن في البلاد الغربية. أما اليابان فقد كان منشغلا بتعزيز مكانته في السوق والسياسة الدولية ما جعل الولايات المتحدة الأمريكية تعرض عليه مساعدات ضخمة لجعله حليفا مهما لها يقف ضد التيار الشيوعي الروسي والقومية الصينية في المنطقة. أما بالنسبة لليابان فقد أصبحت الولايات المتحدة الأمريكية الرفيق الاقتصادي الأكثر أهمية في الغرب. ففي تلك الفترة التي شهدت دخول موسيقى الجاز عبر المجلات والسينما والأفكار والثقافة الغربية الواردة -خاصة الأمريكية منها- ظهرت المرأة المسترجلة التي كان يرافقها فتاها المعاصر «موبو» حيث استبدلا اللباس التقليدي الياباني بلباس غربي استفزازي.

## مجال التأثير
مثل هذه الموضة، وتطور النساء اليابانيات، لم يكن لهما وجود إلا في المدن الكبيرة. أما النساء اللاتي يعشن في الريف ولم تتح لهن فرصة الالتحاق بالمدرسة. لم يكن لديهن الوقت ولا المال للمشاركة في هذا «الغضب الحداثي». بالإضافة إلى ذلك، كن منشغلات بالأعمال المنزلية كحرث الحقول والطبخ والتنظيف. من ناحية أخرى، تمكنت نساء المدن، اللاتي ينتمين إلى أسر جيدة الدخل، من الاستفادة من التعليم المدرسي، ووسائل الترفيه والوسائل المالية والفكرية للمشاركة في هذا الزخم الحديث.

## السلوك
الموغا هي مرأة مفعمة بالحياة حيث لا تريد أن تعيش نفس ما عاشته سابقاتها في خدمة البيت والزوج ولكنها تريد أن تكون حرة أكثر وأن تقوم بنفس النشاطات التي يقوم بها الرجال، كالتدخين ودخول المقاهي والتسكع في الشوارع، فهي حرة طليقة من كل قيد من قيود الماضي أو التقاليد القديمة ولها كلمتها في كل ما يتعلق بالحياة الاجتماعية ومشاكلها، كما تهتم أيضا بتعلم السياقة والرياضة التي كانت حكرا على الرجال فقط، وبهذا كانت بحق التمثيل الحقيقي للمرأة الغربية في المجتمع الياباني المحافظ. وبهذا كانت الفتيات العصريات مستقلات تماما من الناحية المالية والعاطفية فعملوا في الخدمات ووظائف حكومية مختلفة وعشن معتمدات على أنفسهن لا على عائلاتهن، كن يدّخن ويشاهدن الأفلام ويتسكعن في المقاهي، وكن متحررات جنسيا ويخترن من يخطبهن بأنفسهن.

## النسوية
كثيرا ما تُنسب فتاة الموغا إلى نظرية المساواة بين الجنسين (الفيمينيزم أو النسوية)، ومن سوء الفهم الادعاء بأنهن كن أعضاء في الحركات النسوية. على العكس من ذلك، فإن الحركات النسوية من أمريكا والموغا الأكثر تحررا لم تتفقا بشكل جيد. قام النسويون بحملات من أجل حقوق التصويت نفسها والامتيازات القانونية نفسها التي يتمتع بها الرجال. واعتبروا الفتيات الحديثات كنساء بلا كرامة ويرغبن في أن يُنظر إليهن كأشياء جنسية. ومع ذلك، فإنهن كن ثوريات تمامًا على المستوى النسوي، خاصةً لأنهن لم يتصرفن مثل الزوجات أو الأمهات المطيعات، ولكن كنساء قويات ومستقلات.

## رد فعل المجتمع
أحدثت الموغا تضارب آراء كبير في المجتمع الياباني بلباسها الاستفزازي وسلوكها المتمرد، حيث رفضتها  طبقة المحافظين اليابانيين التي تمثل جل المجتمع الياباني، حيث كان ينظر إليها كمتمردة على التقاليد العريقة التي نشأ عليها اليابانيون.

## المظهر

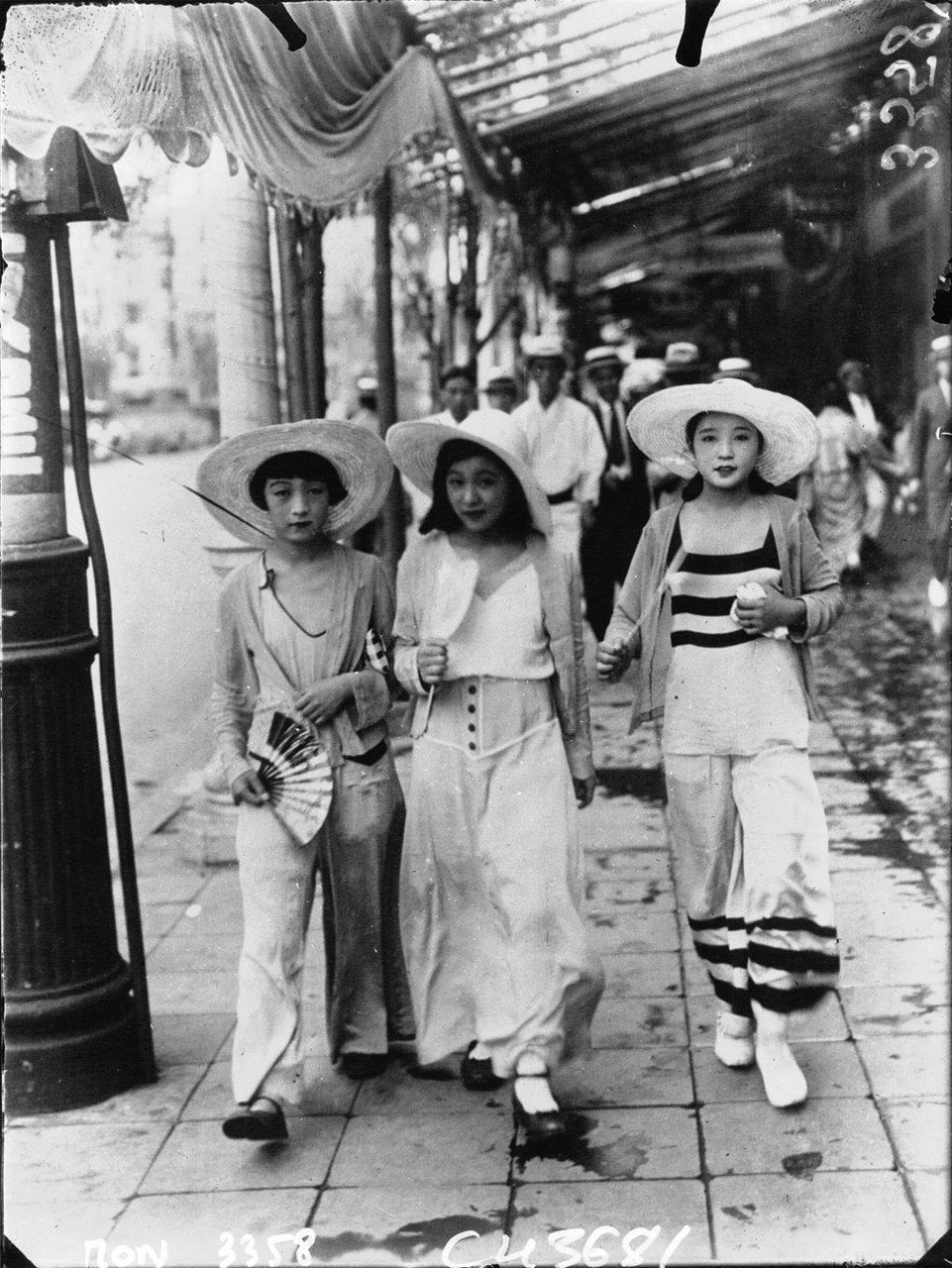
"موغا" ملابسهم الغربية.

إن مظهر الفتاة الحديثة كان غربيًا تمامًا. كن يرتدين أحذية قصيرة وفساتين قصيرة كذلك. تخلصوا من الكيمونو من أجل إطلالة «غارسون» على الطراز الغربي. حيث تعرفت على هذه الأزياء من خلال استيراد الأفلام والمجلات الغربية وفتح العديد من المحلات الغربية الحصرية. كانت هذه المحلات بأسعار معقولة فقط للنساء من الطبقات الغنية أو مع بعض الدخل. وهو ما يفسر عدم تمكن الناس من الطبقات الاجتماعية الدنيا من اتباع هذا الأسلوب الجديد. يشبه الكثير من لباسها ومظهرها آنذاك النجوم الغربية مثل أوليف توماس وكلارا بو، وحتى ماري بيكفورد. واستخدمت بيكفورد كرمز للحداثة لبطلة رواية جونيتشيرو تانيزاكي. مثل الكثير من الفلابرز، كانت الفتيات الحديثات تستهدفن النظر إلى الغرب. ووضعن أيضا أحمر الشفاه. وكانت تسريحة الشعر «بوب» ذات شعبية كبيرة.

## النهاية
اختفت هذه الظاهرة واندثرت سريعا بعد انهيار الاقتصاد العالمي أو ما يعرف بالكساد الكبير سنة 1929 وبسبب الانقلاب العسكري الذي جرى في 26 فبراير 1936 (محاولة الانقلاب التي أشعلها القوميون المتشددون). حيث قررت السلطات فرض الصورة المثالية لربة المنزل على المجتمع الياباني.